# العلاقات الزيمبابوية الموريتانية
العلاقات الزيمبابوية الموريتانية هي العلاقات الثنائية التي تجمع بين زيمبابوي وموريتانيا.

## مقارنة بين البلدين
هذه مقارنة عامة ومرجعية للدولتين:
| وجه المقارنة                                              | زيمبابوي | موريتانيا                 |
| --------------------------------------------------------- | --- | ------------------------- |
| المساحة (كم2)                                             | 390.76 ألف | 1.03 مليون                |
| عدد السكان (نسمة)                                         | 16.53 مليون | 4.42 مليون                |
| الكثافة السكانية (ن./كم²)                                 | 42.3 | 4.29                      |
| العاصمة                                                   | هراري | نواكشوط                   |
| اللغة الرسمية                                             | لغة إنجليزية، اللغة الشونا، النديبيلية الشمالية ‏، لغة الشيشيوا، Barwe ‏، Kalanga language ‏، Tshwa language ‏، النداو ‏، اللغة التسونجا، لغة الإشارة الزيمبابوية ‏، اللغة السوتية، تونغا ‏، اللغة التسوانية، اللغة الفيندية، اللغة الكوسية | اللغة العربية، لغة فرنسية |
| العملة                                                    | دولار أمريكي | أوقية موريتانية، أوقية ‏   |
| الناتج المحلي الإجمالي (بليون دولار)                      | 17.85 مليار | 5.02 مليار                |
| الناتج المحلي الإجمالي (تعادل القوة الشرائية) بليون دولار | 27.88 مليار |                           |
| الناتج المحلي الإجمالي الاسمي للفرد دولار أمريكي          | 924 |                           |
| الناتج المحلي الإجمالي للفرد دولار أمريكي                 | 1.79 ألف | 3.91 ألف                  |
| مؤشر التنمية البشرية                                      | 0.509 | 0.506                     |
| رمز المكالمات الدولي                                      | +263 | +222                      |
| رمز الإنترنت                                              | .zw | .mr                       |
| المنطقة الزمنية                                           | ت ع م+02:00 | 00                        |

## منظمات دولية مشتركة
يشترك البلدان في عضوية مجموعة من المنظمات الدولية، منها:
| علم المنظمة | اسم المنظمة                                 | تاريخ انضمام زيمبابوي | تاريخ انضمام موريتانيا |
| ----------- | ------------------------------------------- | --------------------- | ---------------------- |
|             | مجموعة دول أفريقيا والكاريبي والمحيط الهادئ | ?                     | ?                      |
|             | مؤسسة التنمية الدولية                       | 29 سبتمبر 1980        | 10 سبتمبر 1963         |
|             | الأمم المتحدة                               | 25 أغسطس 1980         | 27 أكتوبر 1961         |
|             | منظمة التجارة العالمية                      | ?                     | 31 مايو 1995           |
|             | الاتحاد الأفريقي                            | ?                     | 25 مايو 1963           |
|             | منظمة الشرطة الجنائية الدولية               | ?                     | ?                      |
|             | المركز الدولي لتسوية المنازعات الاستشارية   | 19 يونيو 1994         | 14 أكتوبر 1966         |
|             | الاتحاد الدولي للاتصالات                    | 10 فبراير 1981        | 18 أبريل 1962          |
|             | البنك الدولي للإنشاء والتعمير               | 29 سبتمبر 1980        | 10 سبتمبر 1963         |
|             | الاتحاد البريدي العالمي                     | ?                     | ?                      |
|             | منظمة حظر الأسلحة الكيميائية                | ?                     | ?                      |
|             | مؤسسة التمويل الدولية                       | 29 سبتمبر 1980        | 29 ديسمبر 1967         |
|             | البنك الإفريقي للتنمية                      | ?                     | ?                      |
|             | وكالة ضمان الاستثمار متعدد الأطراف          | 10 أبريل 1992         | 8 سبتمبر 1992          |
|             | يونسكو                                      | 22 سبتمبر 1980        | 10 يناير 1962          |

## وصلات خارجية
- موقع وزارة الخارجية الزيمبابوية